# Shalosh
Shalosh ist eine israelische Musikband, die vom Pianisten Gadi Stern, dem Schlagzeuger Matan Assayag und dem Bassisten Daniel Benhorin 2013 in Tel Aviv gegründet wurde. David Michaeli ersetzte später Daniel Benhorin als Kontrabassist. Die Band ist vor allem für ihren Genre übergreifenden Stil bekannt, meist zwischen Jazz Rock und elektronischer Musik. Shalosh hat innerhalb der ersten 10 Jahre ihres Bestehens  weltweit etwa 350 Auftritte absolviert. Der Bandname Shalosh bezieht sich auf das hebräische Wort für Drei.
2014 veröffentlichten Shalosh ihr erstes Album The Bell Garden. Die israelische Tageszeitung Israel HaYom kürte es zum Album des Jahres. 2016 kam das zweite Album Rules of Oppression heraus.

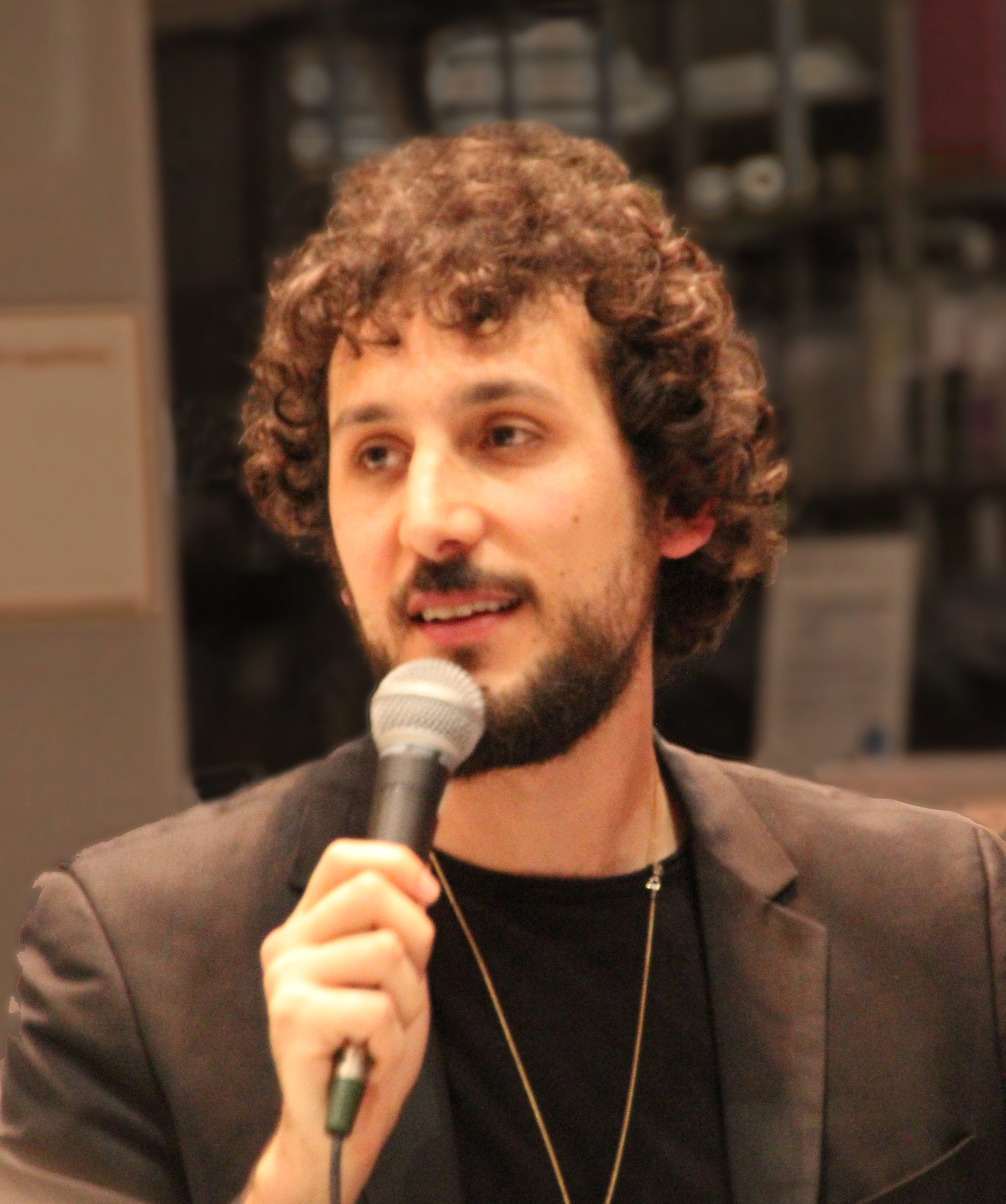
Gadi Stern
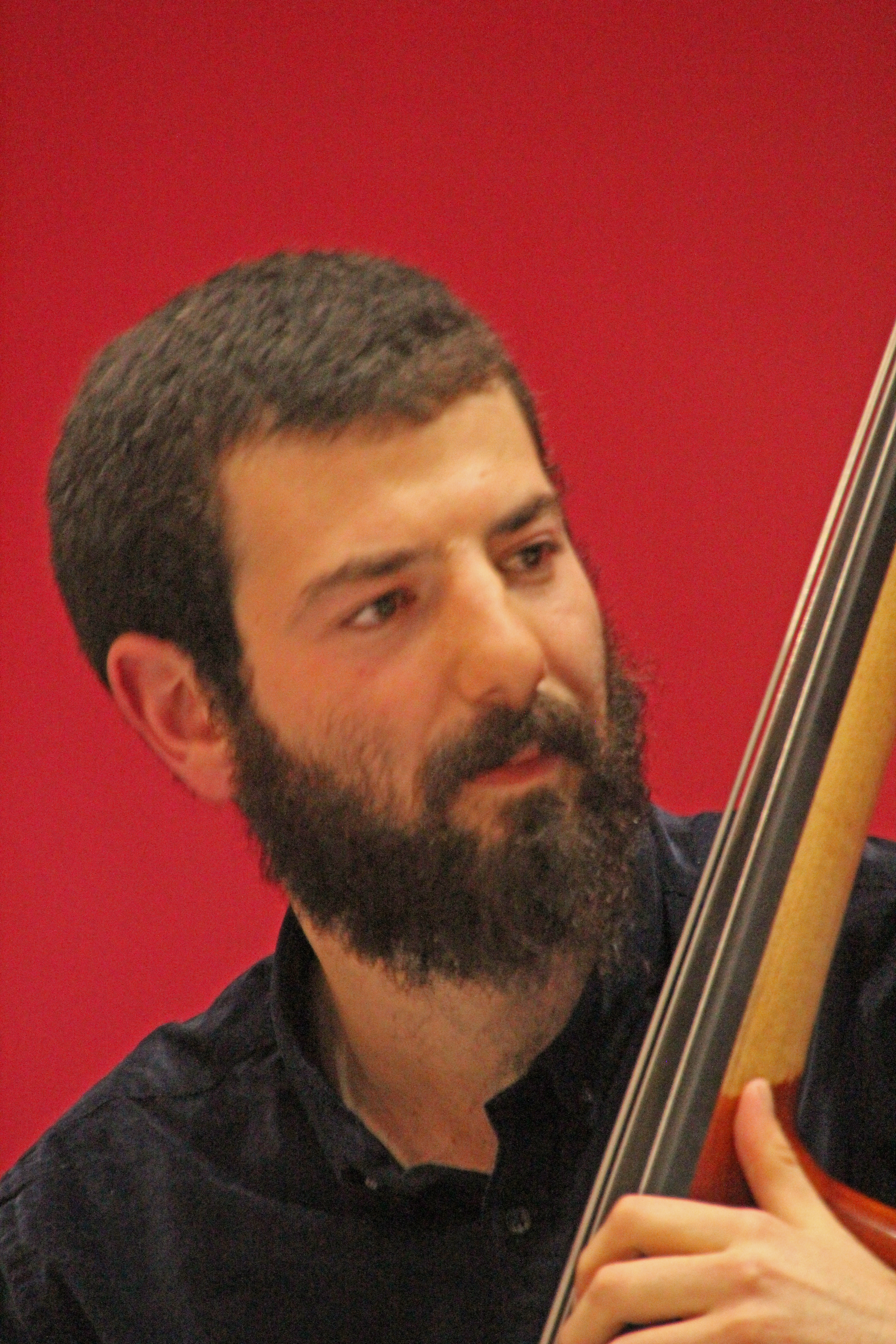
David Michaeli
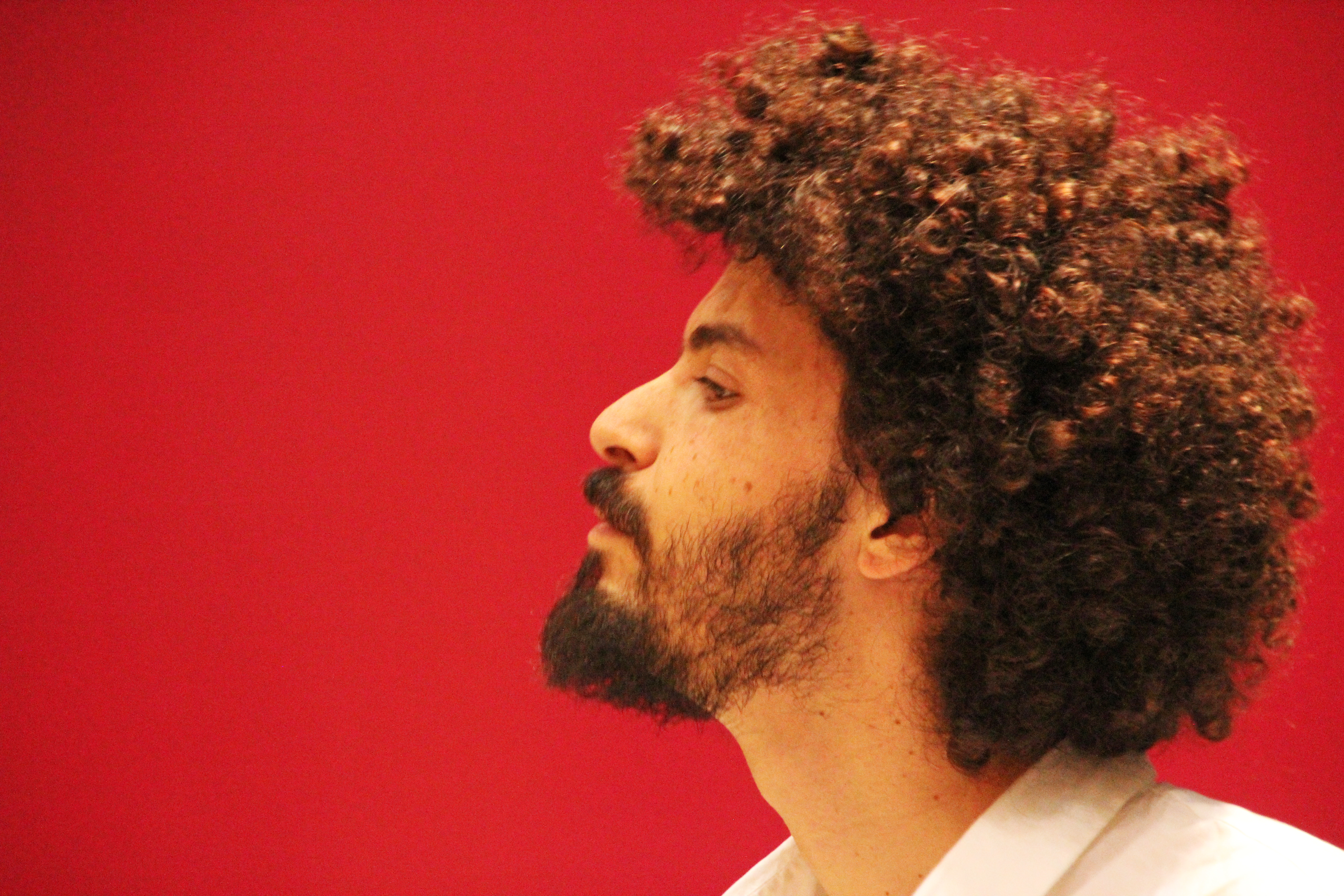
Matan Assayag

## Diskografie
- 2014: The Bell Garden
- 2016: Rules of Oppression
- 2019: Onwards and Upwards
- 2020: Broken Balance
- 2023: Tales of Utopia